# 佐ノ藤清彦
佐ノ藤 清彦（さのふじ きよひこ、1957年5月27日 - ）は、北海道野付郡別海町出身で鏡山部屋に所属した元大相撲力士。本名は佐藤 清彦（さとう きよひこ）。体重178cm、身長118kg。得意手は左四つ、寄り、投げ。最高位は東十両5枚目（1983年1月場所）。なお、「彦」の「彡」の部分が「久」であった時期もある。

## 来歴
幼い頃から相撲を始め、中学時代には根室管内の相撲大会で優勝するなど活躍した。知人から鏡山親方（元横綱・柏戸）を紹介され、中学卒業と同時に鏡山部屋に入門。1973年5月場所に初土俵を踏んだ。三段目、幕下下位でやや苦労し時間が掛かったものの、着実に番付を上げて行った。1982年7月場所には東幕下16枚目で幕下優勝を果たした。規定では15枚目以内での優勝は翌場所十両に昇進できるが、僅か半枚に泣き十両昇進はならなかった。しかし、東幕下筆頭で迎えた9月場所で5勝2敗の好成績を残して翌11月場所には十両に昇進した。四つ相撲であったが立合いから当たって出ても力を発揮した。小兵だったため十両では本来の相撲があまり見られず幕下と十両を往復する生活が続いた。1984年3月場所を最後に十両から遠ざかると、怪我による休場で番付を落とし、1985年1月場所限りで現役を引退した。

## 主な戦績
- 通算成績：266勝242敗32休 勝率.524
- 十両成績：36勝54敗 勝率.400
- 現役在位：71場所
- 十両在位：6場所
- 各段優勝
  - 幕下優勝：1回（1982年7月場所）
  - 三段目優勝：1回（1981年11月場所）

### 場所別成績
| | 一月場所 初場所（東京） | 三月場所 春場所（大阪） | 五月場所 夏場所（東京） | 七月場所 名古屋場所（愛知） | 九月場所 秋場所（東京） | 十一月場所 九州場所（福岡） |
| --- | ----------------------- | ----------------------- | ----------------------- | --------------------------- | ----------------------- | --------------------------- |
| 1973年 （昭和48年） | x                       | x                       | （前相撲）              | 西序ノ口9枚目 5–2           | 東序二段66枚目 4–3      | 西序二段42枚目 4–3          |
| 1974年 （昭和49年） | 西序二段26枚目 2–5      | 東序二段48枚目 4–3      | 西序二段30枚目 3–4      | 東序二段42枚目 5–2          | 西序二段3枚目 2–5       | 西序二段22枚目 4–3          |
| 1975年 （昭和50年） | 東序二段5枚目 3–4       | 東序二段17枚目 4–3      | 東三段目76枚目 2–5      | 西序二段21枚目 6–1          | 西三段目48枚目 4–3      | 東三段目36枚目 4–3          |
| 1976年 （昭和51年） | 西三段目25枚目 3–4      | 西三段目35枚目 6–1      | 東幕下58枚目 4–3        | 西幕下48枚目 3–4            | 東三段目2枚目 2–5       | 東三段目23枚目 4–3          |
| 1977年 （昭和52年） | 東三段目7枚目 5–2       | 東幕下41枚目 2–5        | 東三段目2枚目 5–2       | 西幕下36枚目 3–4            | 西幕下42枚目 4–3        | 東幕下34枚目 3–4            |
| 1978年 （昭和53年） | 西幕下44枚目 4–3        | 東幕下33枚目 5–2        | 東幕下19枚目 5–2        | 東幕下8枚目 1–6             | 東幕下33枚目 2–5        | 西幕下56枚目 6–1            |
| 1979年 （昭和54年） | 東幕下26枚目 2–5        | 東幕下43枚目 5–2        | 西幕下25枚目 6–1        | 西幕下2枚目 3–4             | 西幕下7枚目 3–4         | 東幕下15枚目 3–4            |
| 1980年 （昭和55年） | 西幕下21枚目 4–3        | 東幕下16枚目 5–2        | 東幕下6枚目 3–4         | 東幕下10枚目 3–5            | 西幕下15枚目 3–4        | 西幕下22枚目 3–4            |
| 1981年 （昭和56年） | 東幕下33枚目 5–2        | 東幕下21枚目 4–3        | 東幕下11枚目 1–4–2      | 西幕下32枚目 休場 0–0–7     | 西三段目7枚目 3–4       | 東三段目18枚目 優勝 7–0     |
| 1982年 （昭和57年） | 東幕下22枚目 2–3–2      | 西幕下38枚目 4–3        | 西幕下28枚目 5–2        | 東幕下16枚目 優勝 7–0       | 東幕下筆頭 5–2          | 東十両10枚目 8–7            |
| 1983年 （昭和58年） | 東十両5枚目 6–9         | 東十両10枚目 6–9        | 東幕下筆頭 4–3          | 東十両12枚目 7–8            | 東幕下筆頭 4–3          | 東十両12枚目 6–9            |
| 1984年 （昭和59年） | 西幕下筆頭 4–3          | 西十両12枚目 3–12       | 西幕下10枚目 3–5        | 東幕下16枚目 休場 0–0–7     | 東幕下51枚目 休場 0–0–7 | 東三段目32枚目 6–1          |
| 1985年 （昭和60年） | 東幕下52枚目 引退 0–0–7 | x                       | x                       | x                           | x                       | x                           |
| 各欄の数字は、「勝ち-負け-休場」を示す。 優勝 引退 休場 十両 幕下 三賞：敢=敢闘賞、殊=殊勲賞、技=技能賞 その他：★=金星 番付階級：幕内 - 十両 - 幕下 - 三段目 - 序二段 - 序ノ口 幕内序列：横綱 - 大関 - 関脇 - 小結 - 前頭（「#数字」は各位内の序列） |                         |                         |                         |                             |                         |                             |

## 改名歴
- 佐ノ藤 清彦（さのふじ きよひこ）1973年5月場所 - 1985年1月場所